# Almancil (vila)
Almancil é uma vila portuguesa sede da Freguesia de Almancil pertencente ao Município de Loulé, no Distrito de Faro.
Localizada na orla costeira do Município de Loulé, a Freguesia de Almancil foi criada por Decreto Real de 6 de Novembro de 1836, pelo qual foi extinta a freguesia de São João da Venda e criadas as freguesias de Loulé e São Lourenço de Almancil. A sede da paróquia só viria a mudar, em 1849, de São João da Venda para São Lourenço de Almancil.
A partir da década de 1970, devido ao crescimento relacionado com o fluxo turístico para o Algarve, a freguesia de Almancil cresce significativamente e, em consequência, em 18 de Dezembro de 1987, a povoação de Almancil, sede da freguesia, é elevada à categoria de vila pela Lei nº 10/88 de 1 de Fevereiro de 1988, rectificada quanto ao nome da povoação pela Declaração da Assembleia da República de 13 de Fevereiro.

## História
A ocupação do território que hoje constitui a Freguesia de Almancil remonta ao Paleolítico, tendo sido  recolhidos vestígios arqueológicos desta época. No entanto, os mais importantes vestígios arqueológicos identificados na freguesia datam do período romano, tendo sido encontrados em locais como São João da Venda, Ludo e Quinta do Lago, este último com ocupação também do período islâmico.
O nome de Almancil terá tido origem no termo árabe "Almançal" ("estalagem").
No século XVI, o italiano Alexandre Massai, ao serviço da coroa portuguesa, realiza o levantamento das fortalezas costeiras do Algarve e é a partir desse documento que se conhece a planta do forte de Farrobilhas, antiga fortificação existente na freguesia de Almancil e da qual não restam vestígios, destruídos devido ao avanço da linha de costa. As visitações da ordem de Santiago, em meados do século XVII, mencionam ainda a existência da Ermida de Nossa Senhora de Farrobilhas, atualmente destruída.
No século XVIII, a reconstrução da Ermida de São Lourenço, então arruinada, em cumprimento de uma promessa da população e com a ajuda de esmolas dos fiéis, trouxe novo impulso à vida religiosa da comunidade. O templo, que quase não sofreu com o terramoto de 1755, torna-se um dos mais importantes da região, afluindo a esta igreja grande quantidade de fiéis no dia 10 de Agosto, dia da festa de São Lourenço.

## Orago
A vila de Almancil pertence à Paróquia de Almancil que tem por orago São João Baptista.

## Património
- Igreja de São Lourenço de Almancil - Esta é uma igreja notável sobretudo pelo revestimento azulejar, que retrata a vida do santo em oito painéis figurativos que revestem as paredes. A cúpula, totalmente forrada a azulejos da autoria de Policarpo de Oliveira Bernardes, é única em Portugal. O edifício foi declarado Imóvel de Interesse Público em 1946.[6][2]